# Carystoterpa subvirescens
Carystoterpa subvirescens is een halfvleugelig insect uit de familie Aphrophoridae. De wetenschappelijke naam van deze soort is voor het eerst geldig gepubliceerd in 1874 door Butler.